# Lemoiz
Lemoiz (spanisch Lemóniz) ist eine Gemeinde mit 1.337 Einwohnern (Stand: 2024) in der Provinz Bizkaia im spanischen Baskenland. Die Gemeinde besteht neben dem Hauptort Lemoiz aus den Ortschaften Andraka, Armintza und Urizar.

## Geographische Lage
Lemoiz befindet sich etwa 18 Kilometer nordnordöstlich von Bilbao in einer Höhe von ca. 90 m an der kantabrischen See. Im Ortsteil Armintza befindet sich eine relativ große Marina.

## Einwohnerentwicklung
| 1900 | 1910 | 1920 | 1930 | 1940 | 1950 | 1960 | 1970 | 1981 | 1991 | 2001 | 2011 | 2021 |
| ---- | ---- | ---- | ---- | ---- | ---- | ---- | ---- | ---- | ---- | ---- | ---- | ---- |
| 718  | 694  | 818  | 885  | 900  | 869  | 843  | 747  | 943  | 783  | 897  | 1042 | 1297 |

## Sehenswürdigkeiten
- Thomaskirche in Armintza
- Andreaskirche in Lemoiz

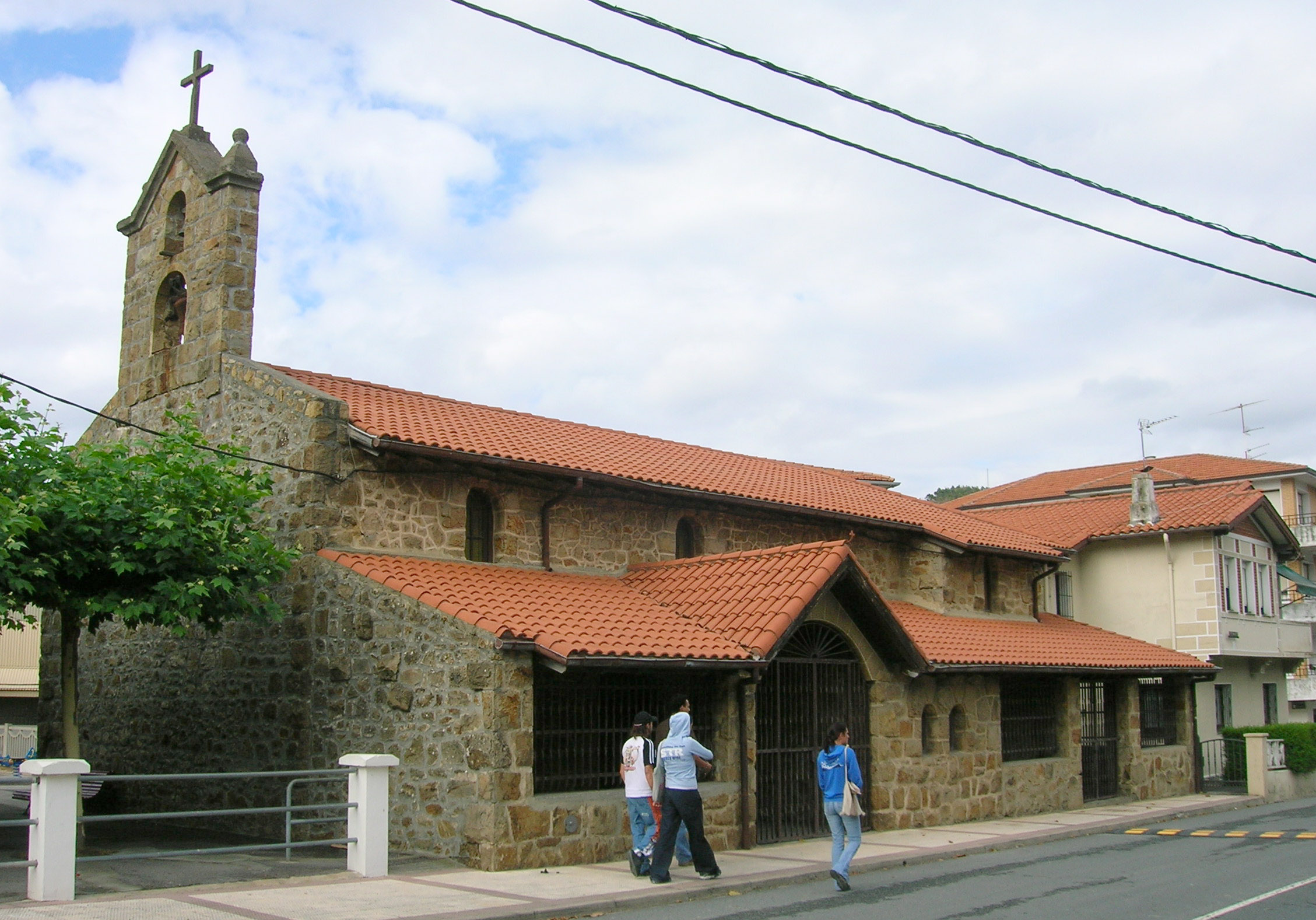
Thomaskirche
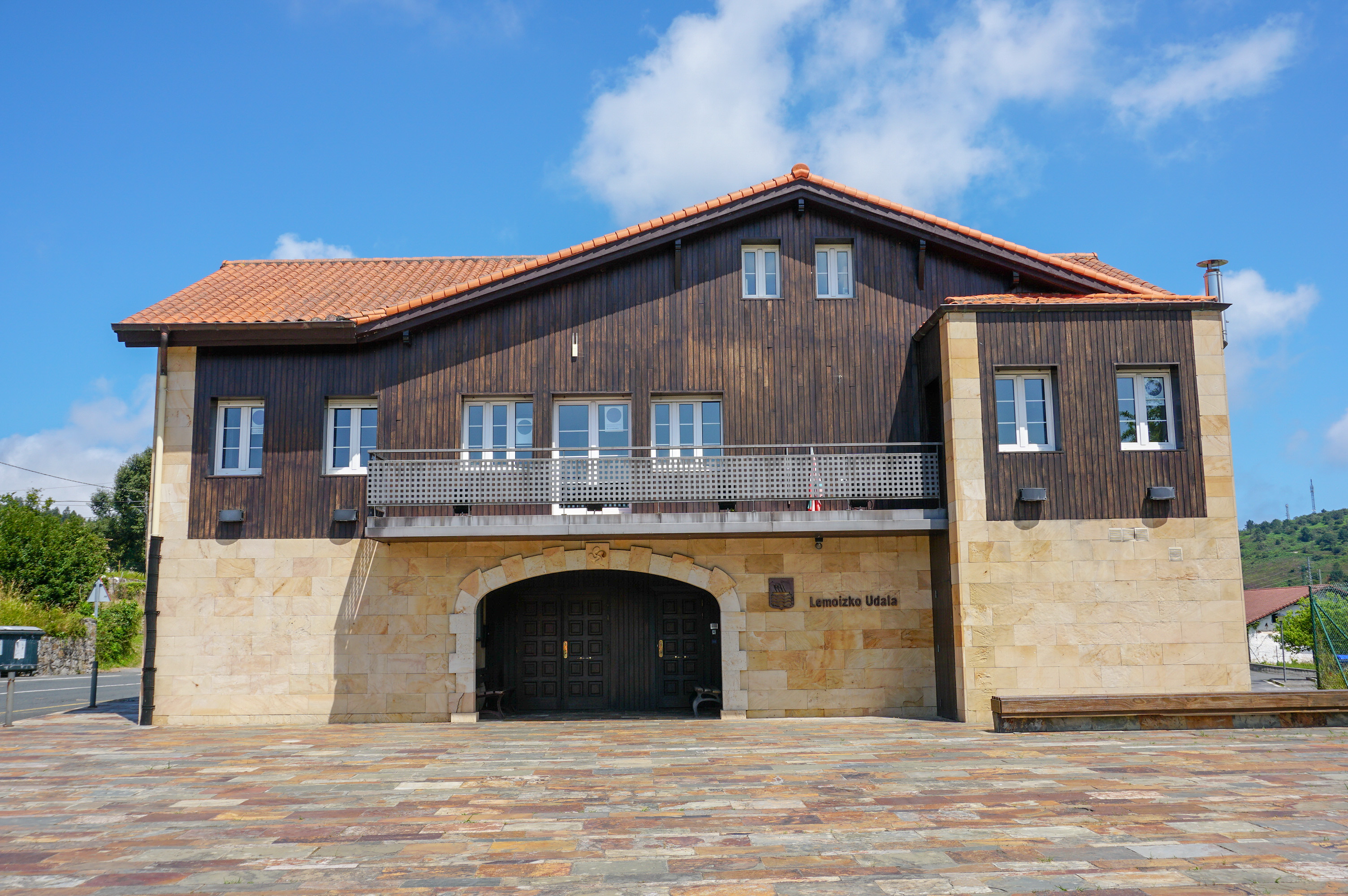
Rathaus
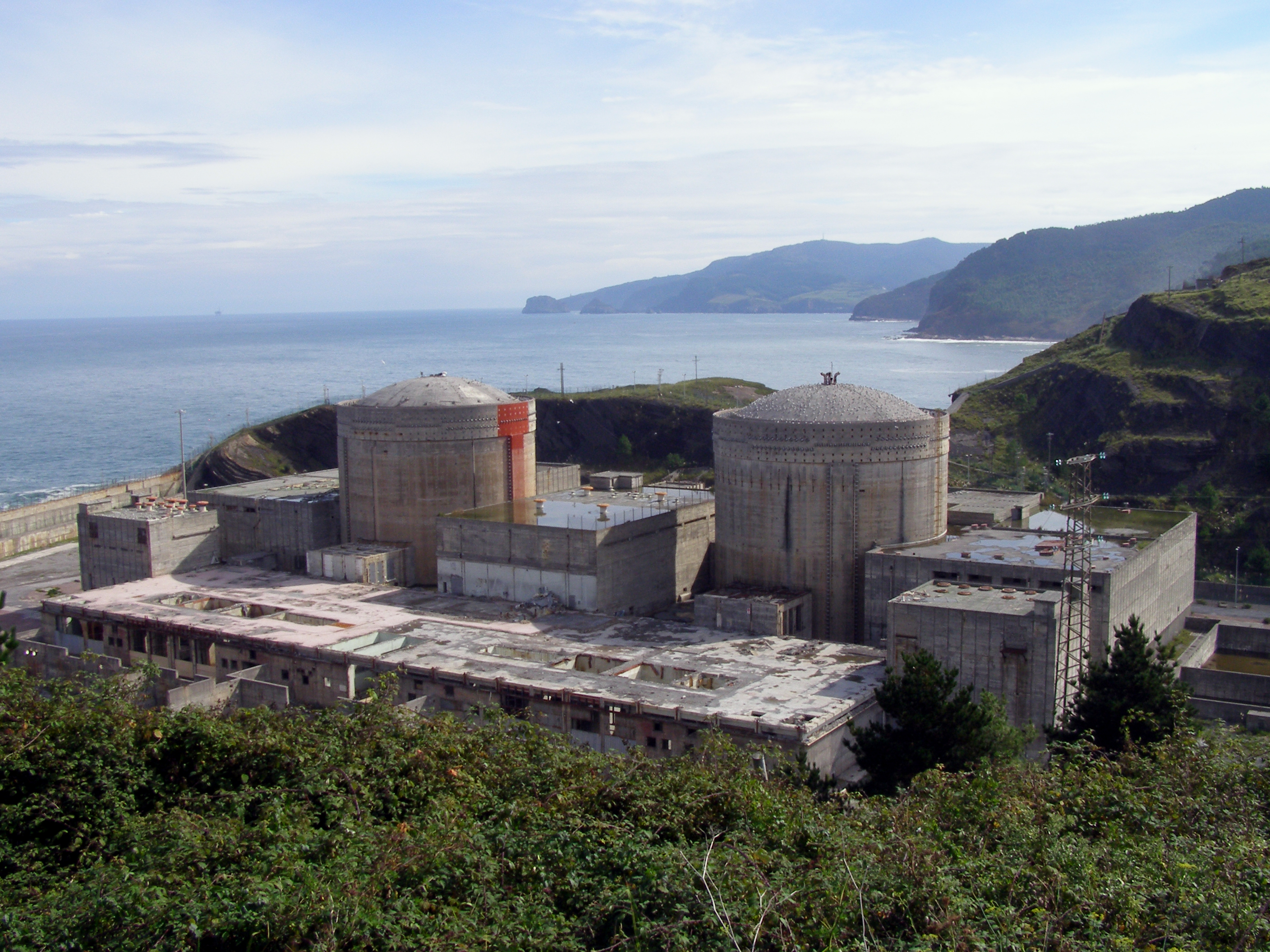
Ruine des Kernkraftwerks

## Nuklearanlage
Unmittelbar an der kantabrischen See gelegen befindet sich das Kernkraftwerk Lemóniz. 1974 wurde mit dem Bau, der später eine Leistung von 930 MW erbringen sollte, begonnen. 1977 griff die ETA erstmals die Bauarbeiten an. 1978 und 1979 wurden jeweils Bomben gezündet. 1984 wurde der Bau endgültig eingestellt. Der Künstler Ibon Aranberri dokumentierte dies in seinem Werk Lights over Lemóniz von 2000.